# 徐勉

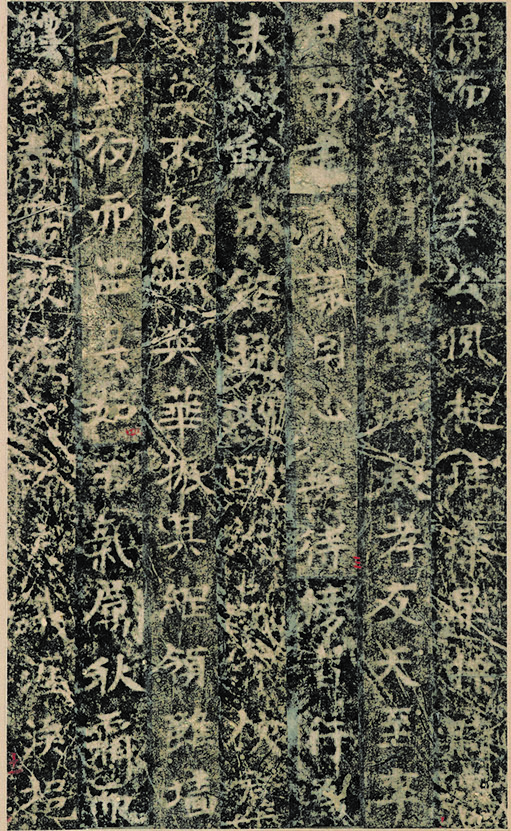
徐勉撰文的永阳郡王萧敷与其妻敬太妃墓志

徐勉（465年—535年12月14日），字修仁，南朝东海郡郯城人。
父徐融為南昌相，徐勉幼時為孤兒，貧而好学，在南齐为太学博士，镇军参军。后来跟随梁武帝萧衍，被梁武帝信任。任為中書侍郎，建威将军。在南梁昇進侍中、吏部尚書、左僕射、中書令。他博通经史，善辞令，建議武帝統一礼制，修訂五礼（吉、凶、軍、賓、嘉），梁朝的典章朝仪、婚冠吉凶之礼，徐勉都参与制定。立梁律，起国子学、州郡学校教育子弟，鼓勵培養官吏。为官勤于职事，清正无和，不经营产业，被当时的人所称道。他日夜在官署办公，经常数十天不回家，家里养的狗都不认识他的了。每当他回家，群犬惊吠，他叹息说：“吾忧国忘家，乃至于此。”徐勉任吏部尚书时，曾经和门人在晚间聚会。一个门人想求徐勉任他为官，徐勉说：“今夕止可谈风月，不宜及公事。”大同元年十一月去世。享年七十歲。武帝聞報流涙，車駕臨席葬禮。贈光禄大夫，賜東園秘器、朝服、錢帛，諡號簡肅。徐勉為人清廉，日常生活質素，自稱人遺子孫以財，我遺子孫以清白。

## 著作
- 《起居注》600卷
- 《左丞彈事》5卷
- 《撰品》5卷
- 《太廟祝文》2卷
- 《婦人集》10卷

## 延伸阅读
[在维基数据编辑]
 《梁書/卷25》，出自姚思廉《梁書》
 《南史/卷60》，出自李延壽《南史》